# Mihail Kogălniceanu (Constanța)
Mihail Kogălniceanu is een Roemeense gemeente in het district Constanța.
Mihail Kogălniceanu telt 10109 inwoners.